# Pauline Polaire
Pour les articles homonymes, voir Polaire.
Pauline Polaire (nom de scène de Giulietta Gozzi née à Ravenne le 30 juin 1904 et morte à Rome le 11 février 1986) est une actrice italienne.

## Biographie
Giuletta Gozzi est la nièce de l'actrice italienne Hesperia, née Olga Mambelli.

## Confusion
Certains sites spécialisés dans le cinéma confondent la carrière de Pauline Polaire avec celle de l'artiste française Polaire, cette méprise ayant été signalée par un des descendants directs de l'actrice italienne.

## Filmographie
- 1918 : Leggerezza e castigo, de Gero Zambuto
- 1920 : L'istinto, de Baldassarre Negroni
- 1920 : Germoglio, de Torello Rolli
- 1920 : La farina del diavolo, de Luigi Romano Borgnetto
- 1920 : L'altro pericolo, de Baldassarre Negroni
- 1921 : Il figlio di Madame Sans Gêne, de Baldassarre Negroni
- 1921 : Un punto nero, d'Augusto Genina
- 1922 : La duchessa Mistero, de Baldassarre Negroni
- 1922 : Il controllore dei vagoni letto, de Mario Almirante
- 1923 : L'ora terribile, de Baldassarre Negroni
- 1923 : La locanda delle ombre, de Baldassarre Negroni et Ivo Illuminati
- 1923 : Un viaggio nell'impossibile, de Luciano Doria et Nunzio Malasomma
- 1923 : Il capolavoro di Saetta, d'Eugenio Perego
- 1923 : Saetta contro la ghigliottina, d'Émile Vardannes
- 1923 : Le vie del mare, de Torello Rolli
- 1924 : Treno di piacere, de Luciano Doria
- 1924 : La taverna verde, de Luciano Doria
- 1924 : Saetta impara a vivere, de Guido Brignone
- 1924 : Maciste e il nipote d'America, d'Eleuterio Rodolfi
- 1924 : Caporal Saetta, d'Eugenio Perego
- 1924 : Treno di piacere de Luciano Doria
- 1925 : Maciste aux enfers de Guido Brignone : Graziella